# Feliks Gross-Korczyński
Feliks Jan Marian Gross-Korczyński, właśc. Feliks Gross de Rosenburg, ps. „Grabiec”, „Kastor”, „Korczyński”, „Lotka”, „Rett”, „Stef” (ur. 3 lutego 1896 w Pawlikowicach, zm. 3 listopada 1978 w Częstochowie) – podpułkownik piechoty Wojska Polskiego, kawaler Orderu Virtuti Militari.

## Życiorys
Był synem Feliksa Gross de Rosenburg i Marii z Miętuszewskich. W 1916 roku zdał maturę w V Gimnazjum w Krakowie. 15 kwietnia 1915 roku został powołany do cesarskiej i królewskiej armii i wcielony do c. i k. 13 pułku piechoty. We wrześniu 1916 roku wziął udział w walkach na froncie rosyjskim. Po ukończeniu kursu dla oficerów rezerwy powrócił jako chorąży na front rosyjski. W 1918 roku został przeniesiony do c. i k. 113 pułku na froncie włoskim. W sierpniu tegoż roku awansował do stopnia podporucznika. Był odznaczony brązowym Medalem za Odwagę i Krzyżem Wojskowym Karola.
10 stycznia 1919 roku zgłosił się do Wojska Polskiego. Został adiutantem dowódcy grupy 13 pułku piechoty na Śląsku Cieszyńskim, następnie pełnił różne funkcje, między innymi instruktora w szkole podchorążych w Krakowie. 15 grudnia tegoż roku otrzymał awans do stopnia porucznika służby stałej. Od 1921 roku był w sztabie 8 Dywizji Piechoty. 15 sierpnia 1923 roku został awansowany do stopnia kapitana. W latach 1924–1926 pracował w Centralnej Szkole Wychowania Fizycznego w Poznaniu. Po ukończeniu kursu narciarskiego w Zakopanem otrzymał przydział do 5 pułku strzelców podhalańskich, lecz wkrótce został czasowo przeniesiony na stanowisko dowódcy kompanii w 32 pułku piechoty w Modlinie. Następnie pełnił szereg funkcji sztabowych w Warszawie, by w 1930 roku powrócić do 5 psp w Przemyślu, w którym między innymi pełnił obowiązki komendanta Dywizyjnego Kursu Podchorążych Rezerwy 22 Dywizji Piechoty Górskiej. W 1936 roku awansował do stopnia majora. W 1939 roku dowodził II batalionem.
W latach 20. był także aktywnym sportowcem, grał jako bramkarz w drużynach piłki nożnej klubów: KS „Krakus”, KS „Podgórze” Kraków, WKS Modlin, KS „Polonia” Warszawa. Podczas służby w Przemyślu był wiceprezesem i kierownikiem sekcji piłki nożnej klubu WCSS „Polonia”. Działał społecznie, jako wiceprezes, reżyser i aktor Teatru „Fredreum” w Przemyślu.
W kampanii wrześniowej 1939 roku walczył na stanowisku oficera sztabu dowódcy piechoty dywizyjnej 22 Dywizji Piechoty Górskiej. Po kapitulacji trafił do niewoli niemieckiej, z której uciekł już w październiku. Przystąpił do konspiracyjnej Służby Zwycięstwu Polski a następnie Związku Walki Zbrojnej. Od 1940 roku był związany z Tajną Organizacją Wojskową, jako komendant dywersji na miasto Kraków i region krakowski. Używał w tym czasie pseudonimów „Stef”, „Grabiec”, „Rett”. Organizował akcje dywersyjne i sabotażowe, kierował rozbrajaniem pojedynczych żołnierzy niemieckich. W maju 1942 roku zatruł 500 litrów alkoholu przeznaczonego dla Wehrmachtu w Fabryce Likierów Arkadia w Krakowie. Pod koniec 1942 roku, poszukiwany przez Niemców, opuścił Kraków i ukrywał się w rejonie Dębicy. Objął obowiązki dowódcy TOW w widłach Wisły i Sanu, następnie oficera dywersji Inspektoratu Mieleckiego Armii Krajowej, pod pseudonimem „Kastor”. Przygotował między innymi akcję wysadzenia transportu kolejowego pod Rozwadowem. Latem 1944 roku został przedstawiony do odznaczenia Krzyżem Srebrnym Orderu Virtuti Militari (zatwierdzonego w 1971 roku). W czerwcu tegoż roku został przeniesiony do dyspozycji komendanta Krakowskiego Okręgu Armii Krajowej, od jesieni dowodził, pod pseudonimem „Lotka”, zgrupowaniem 4 pułku strzelców podhalańskich AK w rejonie Cieszyna. Awansował do stopnia podpułkownika.
Po zakończeniu wojny osiadł w Krakowie, pracował w „Orbisie”. W 1949 roku zmienił nazwisko na Gross-Korczyński. Był kierownikiem domów wczasowych w Krynicy, Karpaczu, Międzyzdrojach i Ciechocinku. Następnie, do emerytury pracował w spółdzielczości w Prusach. Był odznaczony Srebrnym Krzyżem Zasługi (1955) i Krzyżem Partyzanckim (1959). W 1973 roku przeniósł się do Częstochowy, do syna Zbigniewa- gdzie zmarł pięć lat później. Został pochowany na cmentarzu św. Rocha.
W 1919 roku ożenił się ze Stefanią z Gawlikowskich (1897–1985), mieli dwóch synów: Jerzego (1919-1966) i Zbigniewa (1922-1995).

## Awanse
- chorąży - 1916
- podporucznik - 1918
- porucznik – 15 grudnia 1919
- kapitan – 15 sierpnia 1923
- major – 1936
- podpułkownik – 1944

## Ordery i odznaczenia
- Krzyż Srebrny Orderu Virtuti Militari
- Krzyż Partyzancki (1959)
- Srebrny Krzyż Zasługi (dwukrotnie: 19 marca 1931[1], 1955)
- Medal Pamiątkowy za Wojnę 1918–1921
- Medal Dziesięciolecia Odzyskanej Niepodległości
- Medal Waleczności (niem. Tapferkeitsmedaille) (Austro-Węgry)
- Krzyż Wojskowy Karola (Austro-Węgry)